# 活活百貨

活活百貨標誌

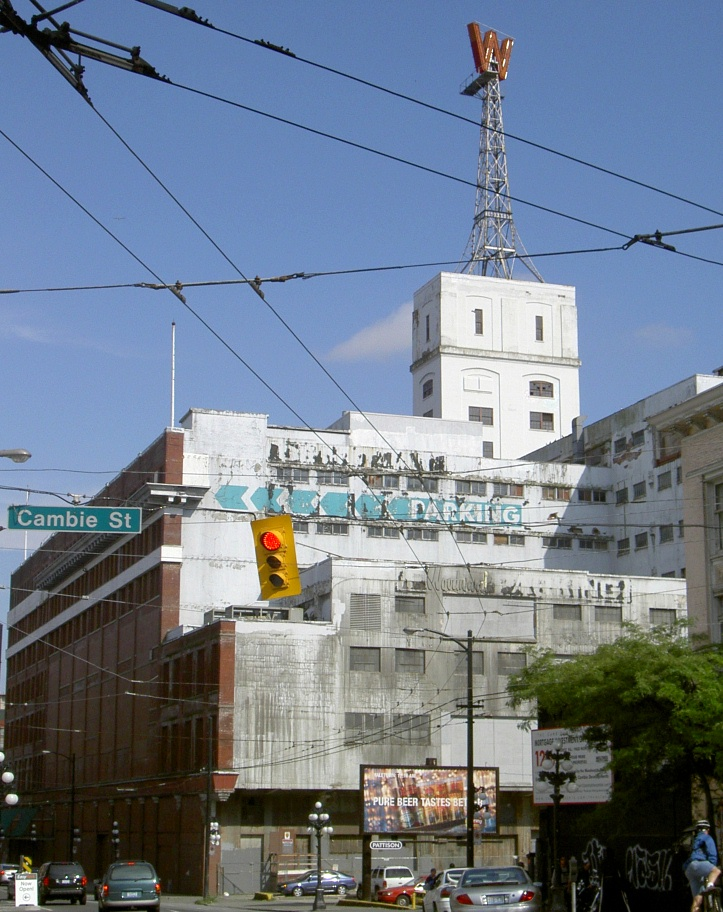
拆卸重建前的活活百貨溫哥華總店大樓；大樓上的W字樣曾是溫哥華市的地標之一

活活百貨是加拿大一家已結業的連鎖百貨公司集團，1892年在卑詩省溫哥華創立，其後擴展至卑詩省其他地區及亞伯達省，到1993年因周轉不靈而結業，大部分資產轉售予哈德遜灣公司。

## 歷史
公司創辦人查理斯·活活（Charles Woodward）曾於安大略省北部經營雜貨店，到1891年遷居溫哥華，並於1892年3月在哈理斯街（現佐治東街）和西敏大道（現緬街）的交界處開設活活雜貨店。1902年，活活聯同六名合夥人成立活活百貨有限公司，並於1903年在煤氣鎮喜士定街夾亞拔街開設分店（即後來的活活大樓）。隨著活活及其合夥人的關係轉差，他決定放售哈理斯街夾西敏大道的總店套現，並利用該筆資金回購眾合夥人所持有的公司股份，令他成為公司的唯一股東。
1910年代，查理斯·活活逐漸將公司業務交予兒子們管理，而他本人則於1926年在亞伯達省愛民頓市中心開設另一間百貨公司。與此同時，活活百貨的溫哥華業務蒸蒸日上，煤氣鎮總店到1925年已佔據整個街段，1927年再加建至七層高，而愛民頓業務則於1937年正式與溫哥華業務併入同一架構。
第二次世界大戰後活活百貨加速發展步伐，1948年在溫哥華島艾伯尼港開設第三家門市，並以此店為日後開設新店的藍圖。西溫哥華分店於1950年開幕，而1950年代末至1970年代末共有18家分店在卑詩省和亞伯達省各地開業，當中不少為新建購物商場的鎮場商戶，期間公司營業額從1億元飆升至10億元。
北美經濟於1980年代初步入衰退，令零售市道大受打擊，而活活百貨在早些年間急速擴張而過度舉債，各種因素令公司財務惡化。公司遂將旗下不動產售予地產公司套現，並向其租回鋪位，又進行一系列開源節流行動。然而，公司最終在1992年申請破產並關閉大部分分店，只剩下溫哥華市内三家門市來銷售所有分店剩餘的存貨。喜士定街總店於1993年1月15日正式結業，而公司資產則於同年6月11日正式轉售予哈德遜灣公司。該公司沒有購入喜士定街總店所在的活活大樓；該建築往後丟空多年，到2006年至2009年間才重建成商住混合用途的新活活大樓。

## 外部連結
- （英文）The Woodward's Steel Tower, Vancouver: Damage Survey and Demolitions, July 7 and 15, 2006 （页面存档备份，存于）－溫哥華市政府檔案庫網頁 2006年活活大樓損毀情況及爆破拆卸過程錄像